# Linto
Die Linto war ein Rennmotorrad des italienischen Motorradkonstrukteurs Lino Tonti (1920–2002), das in einer Kleinserie 1968 bis 1971 in der Motorrad-Weltmeisterschaft in der Klasse bis 500 cm³ Hubraum eingesetzt wurde. Der Schweizer Gyula Marsovszky wurde 1969 auf einer Linto Zweiter der Weltmeisterschaft, Alberto Pagani, der 1969 den Großen Preis der Nationen in Imola gewann, fuhr bis 1971 die Linto.

## Geschichte und Technik
Nach dem Rückzug italienischer Hersteller aus der Motorrad-Weltmeisterschaft 1957 gründete der Konstrukteur Tonti im Jahr 1958 zusammen mit Giuseppe Pattoni den Rennmotorradhersteller Paton (zusammengesetzt aus Pattoni Tonti). Zuvor war Tonti für Aermacchi und später für Moto Guzzi tätig. Lino Tonti, unterstützt durch den Investor Umberto Premoli, entwickelte 1968 die Linto (zusammengesetzt aus Lino Tonti), ein Rennmotorrad mit Gitterrohrrahmen und einem Leergewicht von 137 kg. Mit durchzugstarkem Motor sollte die Linto für Privatfahrer erschwinglich (1.300 £) und konkurrenzfähig sein.
Der 496-cm³-Paralleltwin der Linto bestand im Prinzip aus zwei 250-cm³-Aermacchi-Ala-d’Oro-Motoren (Bohrung/Hub: 72 × 61 mm) und leistete 1969 mit zwei 35-mm-Dell’Orto-Vergasern 64 PS bei 10.000/min. Ausgestattet mit einer Ceriani-Teleskopgabel und 220-mm-Fontana-Trommelbremsen wurden von der Linto insgesamt 15 Exemplare gebaut.